# 패혈성 관절염
패혈성 관절염(敗血性 關節炎, septic arthritis) 또는 화농성 관절염(化膿性關節炎, suppurative arthritis, joint infection, infectious arthritis) 또는 관절 고름증은 관절에 병원체가 침입함으로써 관절염이 발생하는 증상이다. 증상은 일반적으로 관절의 움직이는 능력의 감소와 관련된 단관절의 홍조, 발열, 통증이 포함된다. 보통 급성으로 발전한다. 기타 증상으로는 발열, 약화, 두통을 포함할 수 있다. 이따금 하나 이상의 관절이 수반될 수 있다.
병인에는 세균, 바이러스, 균계, 기생물이 포함된다. 위험 요인은 인공 관절, 전 관절염, 당뇨병, 면역 저하를 포함한다. 대체적으로 관절은 혈액을 통해 감염되지만 트라우마나 관절 주위 감염에 의해 감염될 수도 있다. 진단은 일반적으로 관절천자 및 배양에 기반한다. 관절액에서 50,000 mm3개가 넘는 백혈구 또는 10 mmol/l개가 넘는 락트산 또한 이 질환으로 진단이 될 가능성이 있다.
초기 치료는 일반적으로 반코마이신, 세프트리악손, 세프타지딤과 같은 항생제가 포함된다. 수술 또한 관절을 치료하기 위해 수행되기도 한다. 초기에 치료를 하지 않으면 장기간 관절 문제가 발생할 수 있다. 패혈성 관절염은 한 해에 100,000명 중 약 5명 꼴로 발생한다. 나이가 든 사람에게 더 흔히 발병한다. 치료를 받는 경우 약 15%의 치사율이 있으며 치료를 받지 않으면 66%의 확률로 사망한다.